# Cyclophora schaefferaria
Cyclophora schaefferaria là một loài bướm đêm trong họ Geometridae.